# Ribordone
Ribordone es una localidad y comune italiana de la provincia de Turín, región de Piamonte, con 77 habitantes.

## Evolución demográfica
| Gráfica de evolución demográfica de Ribordone entre 1861 y 2001 |
|                                                                 |
| Fuente ISTAT - elaboración gráfica de Wikipedia                 |